# Tunnel Grunertstraße

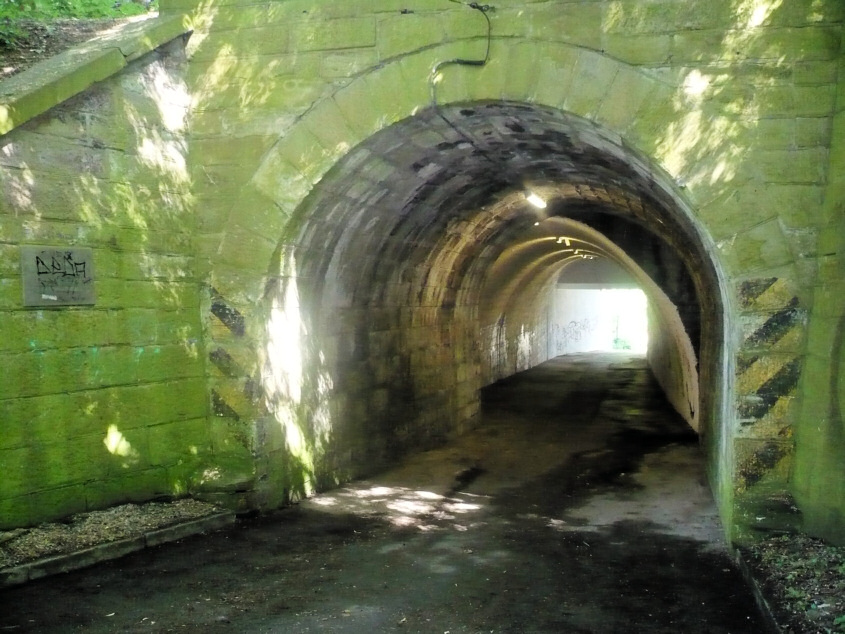
Tunnel Grunertstraße (2009), links die durch Vandalismus verunstaltete Gedenktafel

Der Tunnel Grunertstraße befindet sich im Essener Stadtteil Frohnhausen. Er ist ein Durchlass unter der Haupteisenbahnstrecke und diente im Zweiten Weltkrieg als Lager für Kriegsgefangene.

## Geschichte
Namensgebend ist die nördlich angrenzende Grunertstraße, die am 16. Mai 1902 nach dem Mathematiker Johann August Grunert benannt wurde.

Der Tunnel unter der Eisenbahnstrecke Dortmund-Duisburg, im Zuge der Grunertstraße am ehemaligen Freibad West (eröffnet 1968, geschlossen 2000), ist heute am Südeingang mit einer Gedenktafel gekennzeichnet, auf der steht: 

„Während des Zweiten Weltkriegs war dieser Tunnel die Unterkunft für 170 Kriegsgefangene.“

Das nördlich des Tunnels gelegene Kriegsgefangenenlager an der benachbarten Nöggerathstraße auf Altendorfer Gebiet, belegt mit 644 französischen Kriegsgefangenen, war am 27. April 1944 bei einem Luftangriff der Alliierten zerstört worden. Von den 315 überlebenden Kriegsgefangenen wurden 170 im Tunnel einquartiert, der Rest als Zwangsarbeiter auf kruppsche Fabriken verteilt. Die damaligen Bedingungen im Tunnel kann der Besucher heutzutage durch eine Begehung selbst erahnen: Dunkelheit, Kälte und Feuchtigkeit. Die Zustände nach der Zerstörung des Lagers waren katastrophal: statt wie vorher in Baracken, hausten die Menschen nun in Hundehütten, Pissoiren und alten Backöfen. In einer einen Meter hohen und etwa drei Meter langen Hundehütte mussten fünf Personen schlafen. Es gab nirgends Wasser, Decken, Tische oder Stühle. Ärztliche Versorgung fand unter freiem Himmel statt.
Südlich des Tunnels, auf dem heutigen Gelände der Helmut-Rahn-Sportanlage an der Raumerstraße, gab es zudem ein Kriegsgefangenenlager für bis zu 1500 sowjetische Kriegsgefangene. Auch sie musste als Zwangsarbeiter in kruppschen Fabriken arbeiten und auf dem direkt südlich des Tunnels gelegenen Overrathshof. Als Abgrenzung der südlich des Tunnels befindlichen französischen zu den sowjetischen Kriegsgefangenen im Norden gab es zeitweise eine Mauer im Tunnel.
Ende 2009 existierten Umbaupläne des Tunnels, die den Bürgern angrenzender Stadtteile im November des Jahres vorgestellt wurden. Sie sind nicht realisiert worden.

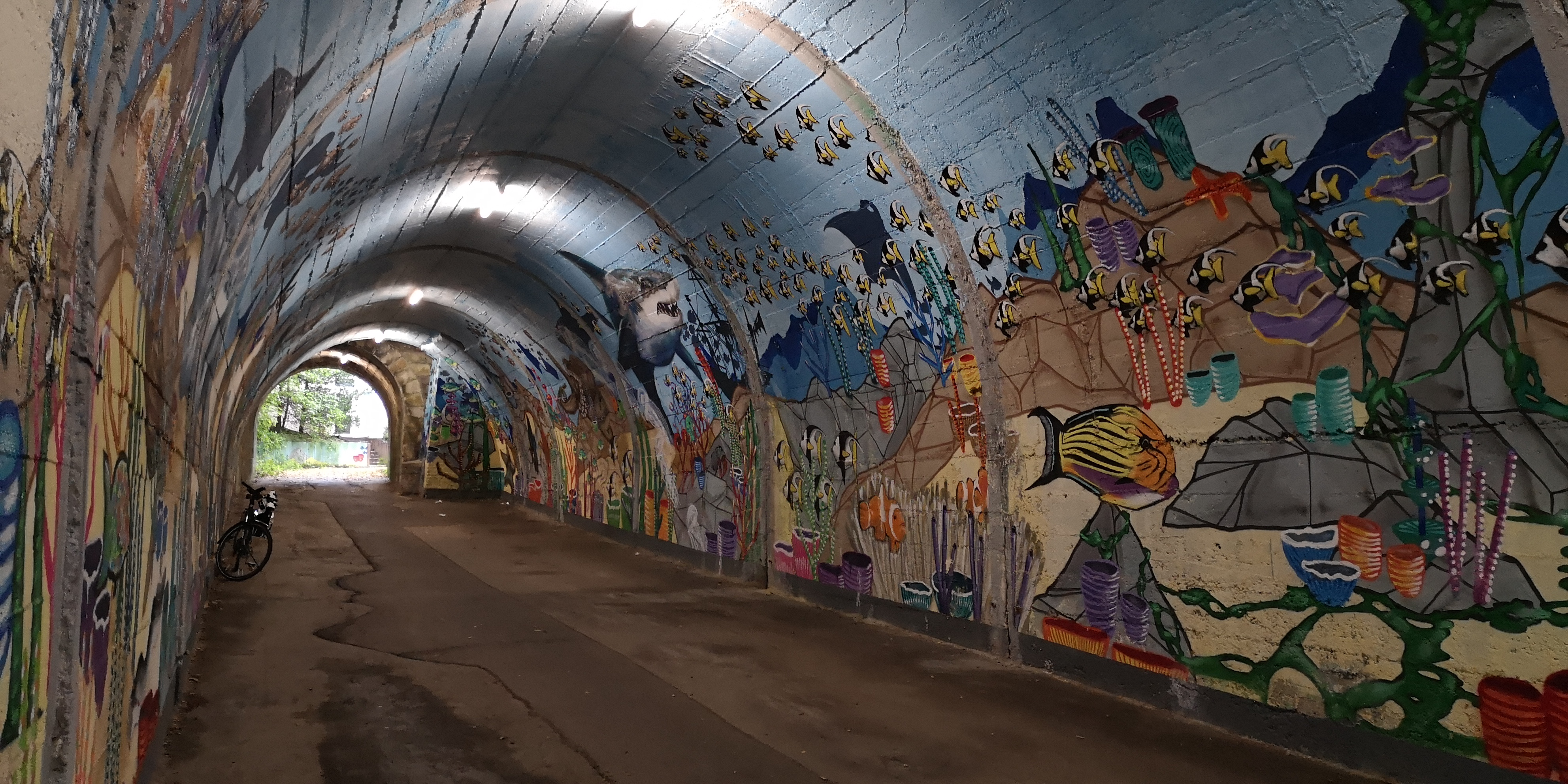
„Aqualand“ (2019)

2016 wurde bewilligt, dass der heruntergekommene Tunnel, inzwischen unter dem Namen „Teufelsbrücke“ bekannt, durch den Graffiti-Künstler Pascal Maßbaum bemalt werden durfte. Innerhalb von zwei Monaten entstand das Kunstwerk „Aqualand“, bestehend aus diversen Meeresbewohnern auf einer Länge von 56 m bei einem Radius von 3 m. Die Ein- und Ausgänge wurden durch weitere Kunstprojekte gestaltet und es wurde eine Beleuchtung installiert.